# Rapino
Rapino é uma comuna italiana da região dos Abruzos, província de Chieti, com cerca de 1.432 habitantes. Estende-se por uma área de 20 km², tendo uma densidade populacional de 72 hab/km². Faz fronteira com Fara Filiorum Petri, Guardiagrele, Pennapiedimonte, Pretoro, San Martino sulla Marrucina.

## Demografia
| Variação demográfica do município entre 1861 e 2011                               |
|                                                                                   |
| Fonte: Istituto Nazionale di Statistica (ISTAT) - Elaboração gráfica da Wikipedia |